# Schallreflexionsfaktor
Der Schallreflexionsfaktor {\displaystyle r} ist eine Größe der Dimension Zahl zur Beschreibung der Schallreflexion an einer Grenzfläche, z. B. einer Wand oder einem Übergang zu einem anderen Medium. Für eine auf die Grenzfläche einfallende ebene Welle ist er definiert als das Verhältnis der Schalldrücke pr der reflektierten Welle und pe der einfallenden Welle an der Grenzfläche:
{\displaystyle r=\left.{\frac {p_{\mathrm {r} }}{p_{\mathrm {e} }}}\right|_{\mathrm {Grenzfl{\ddot {a}}che} }}
Zu den Schallkennimpedanzen Z01 der Übertragungsmedien vor der Grenzfläche und Z02 hinter der Grenzfläche (im Falle einer Wand: Wandimpedanz) besteht bei senkrechtem Schalleinfall die Beziehung:
{\displaystyle r={\frac {Z_{02}-Z_{01}}{Z_{02}+Z_{01}}}}
Sonderfälle:
- {\displaystyle Z_{02}\rightarrow \infty }: der Schallreflexionsfaktor nimmt seinen größtmöglichen Wert an: r = 1 (schallharte Grenzfläche)
- {\displaystyle Z_{02}=Z_{01}}: der Schallreflexionsfaktor wird gleich null, d. h., es findet keine Reflexion statt; es ist keine Grenzfläche im Sinne der Schallreflexion vorhanden. Da die Schallkennimpedanz von der Dichte und der Schallgeschwindigkeit eines Mediums abhängt ({\displaystyle Z=\rho \cdot c}), kann jedoch eine physikalische Grenzfläche zweier Medien vorliegen, ohne dass der Schall reflektiert wird.
- {\displaystyle Z_{02}=0}: r = −1 (schallweiche Grenzfläche).

Im ersten und letzten Fall erfolgt eine vollständige Reflexion.

## Schallreflexionsfaktor und Schalldämmung
Je höher Schallreflexionsfaktor, -grad bzw. -maß (s. u.), desto besser die erreichte Schalldämmung, die jedoch auch von weiteren Faktoren wie der Schallabsorption bestimmt wird. Aus den o. g. Zusammenhängen ergibt sich, dass für eine möglichst wirkungsvolle Schalldämmung (d. h. für eine möglichst große Reflexion, welche die Schalltransmission in den Nachbarraum verhindert) die Werte der Schallkennimpedanzen vor und hinter der Grenzfläche möglichst unterschiedlich sein sollten:
- für eine wirkungsvolle Dämmung von Luftschall (weiches Medium Luft vor der Grenzfläche) empfiehlt sich also ein möglichst (schall)hartes, schweres Material hinter der Grenzfläche
- dagegen versprechen bei der Dämmung von Körperschall (hartes Medium vor der Grenzfläche) oft sehr weiche Dämmschichten hinter der Grenzfläche Erfolg.

## Schallreflexionsgrad und Schallreflexionsmaß
Der Schallreflexionsgrad {\displaystyle \rho =r^{2}} ist ein Reflexionsgrad, der  definiert ist als das Verhältnis der Schallintensitäten {\displaystyle I_{\mathrm {r} }} in der reflektierten Schallwelle und {\displaystyle I_{0}} in der einfallenden Welle:
{\displaystyle \rho ={\frac {I_{\mathrm {r} }}{I_{0}}}}
Das zugehörige Maß ist das Schallreflexionsmaß, angegeben in Dezibel:
{\displaystyle r'=10\cdot \log \rho \;\,\mathrm {dB} }